# Huaxia Life Insurance
Huaxia Life Insurance — китайская страховая компания, специализируется на страховании жизни. В списке крупнейших компаний мира Fortune Global 500 за 2021 год заняла 449-е место.

## История
Компания Huaxia Life была основана в 2006 году и являлась основным активом китайского миллиардера Сяо Дзяньхуа (Xiao Jianhua). По состоянию на конец 2015 года среди крупнейших акционеров Huaxia Life значились Guangzhou Aoyu (46 %), Tianjin Port Group (5,2 %) и Ping An Insurance (3,4 %). По состоянию на 2019 год она была четвёртой крупнейшей компанией по страхованию жизни в КНР по размеру страховых премий (158,3 млрд юаней, $24,3 млрд). В 2020 году была национализирована.